# Carpodacus eos
Carpodacus eos là một loài chim trong họ Fringillidae.